# Kaničky
Kaničky (en allemand : Kanitschek) est une commune du district de Domažlice, dans la région de Plzeň, en République tchèque. Sa population s'élevait à 27 habitants en 2017.

## Géographie
Kaničky se trouve à 16 km à l'est-nord-est de Domažlice, à 34 km au sud-sud-ouest de Plzeň et à 115 km à l'ouest-sud-ouest de Prague.
La commune est limitée par Koloveč au nord, par Chudenice à l'est et au sud, et par Chocomyšl à l'ouest.

## Histoire
La première mention écrite de la localité date de 1379.